# ジャイロモノレール

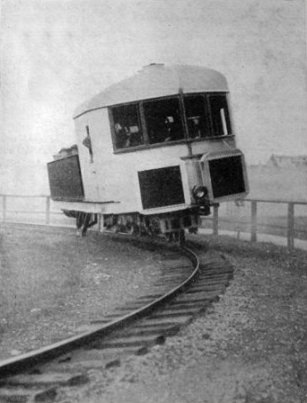
ブレナンのモノレール

ジャイロモノレール, ジャイロ式モノレール, ジャイロ安定式モノレールはジャイロスコープを安定の為に利用して1本のレール上を走行するモノレール
ジャイロ式モノレールは20世紀初頭に魚雷技術者のルイス ブレナンや、August Scherl、Pyotr Shilovskyによって実物大の試作車が作られた。1962年にアメリカ合衆国で Ernest F. Swinney, Harry Ferreira とLouis E. Swinney によって派生型が作られたが、試作段階を超えた開発はなかった。
Shilovskyによるモノレールの原理的な優位性は当時の通常の鉄道車両の限界速度の要因であった蛇行動が抑制される事である。同様に航空機のように曲線通過時に車体を傾斜させるので近代的な一般のTGVのような高速鉄道の曲線半径が7kmであるのに対してより小さい曲線半径を通過できる。 車体全体が傾斜するので、車上では遠心力により外側へ押し付けられることがない。(鉛直方向には変化する。)
主な欠点は倒れないようにする為に機関車だけでなく客車や貨車を含む全ての車両に常に回転するジャイロスコープの装備が必要であることである。
重心移動やリアクションホイールの使用やジャイロスコープの自立安定性のようなバランスを維持する他の手段とは異なり、動的安定性を付与する事のみに制御装置が機能する。

## 歴史的背景

### ブレナンのモノレール

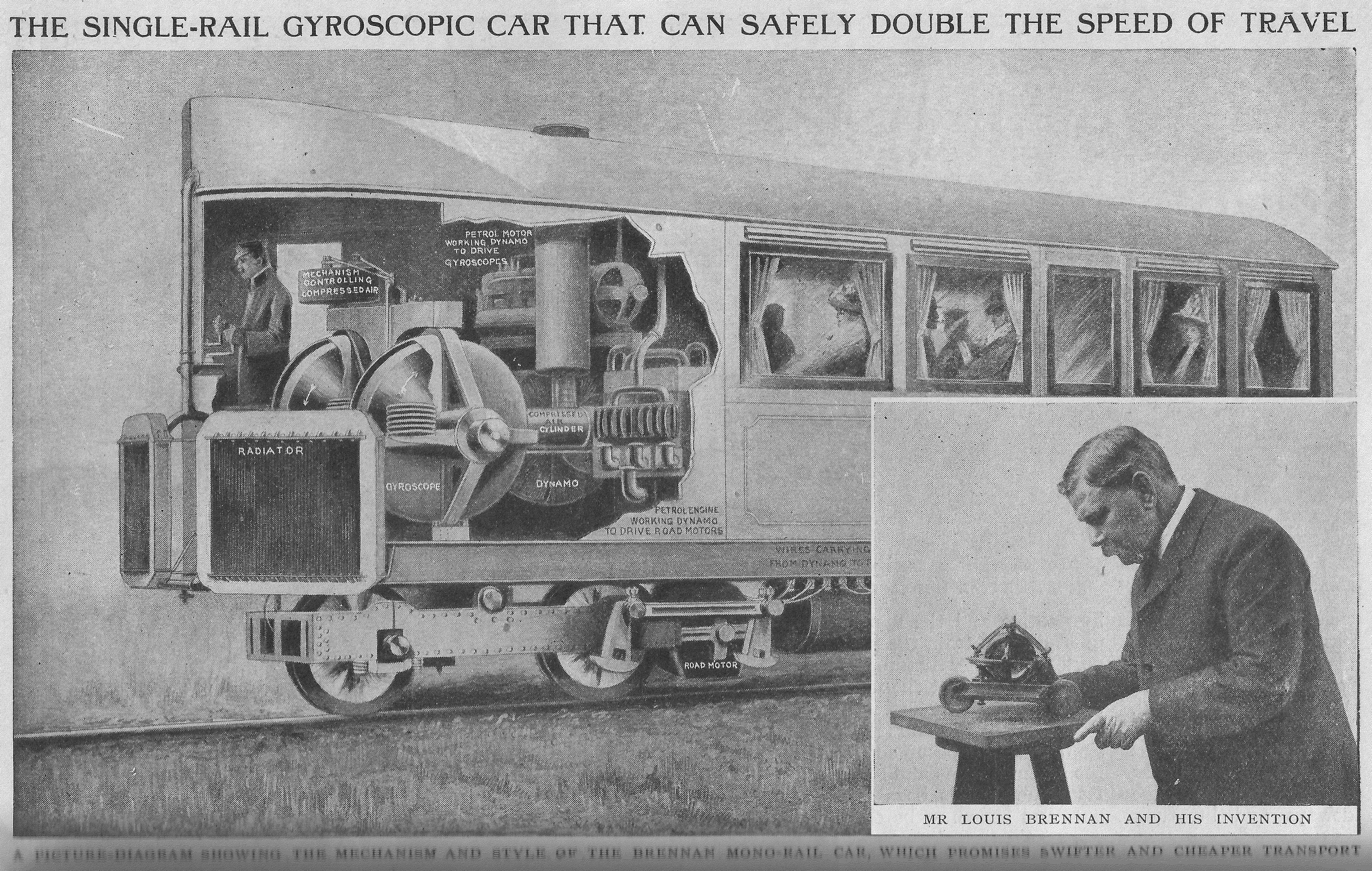
Harmsworth Popular Science (c.1913, Vol.3, p.1684):ルイス・ブレナンと彼の発明品

この画像はブレナンが開発した22トンの試作車である。ブレナンは彼の最初の特許を1903年に取得した。
彼が最初に実演したモノレールは2 ft 6in×12 inch (762 mm×300 mm)箱型のバランス装置だった。しかしながらこれは軍評議会の目にとまり実物大の車両の開発費として£10,000の予算を求める十分な根拠になった。財務省によって予算の拠出は認められなかったが、陸軍はブレナンの仕事の為に様々なところから予算£2000を捻出した。
この予算でブレナンは全長6 ft (1.83m)、幅1 ft 6in (0.46m)で2個の直径5 inch (127 mm)ジャイロスコープの回転によってバランスを維持する大型の模型を作った。この模型はイギリス国立鉄道博物館に現存するが故障している。ケント州Gillinghamのブレナンの自宅に軌道が敷設された。それはガス管が枕木上に敷設されたもので50フィート長のワイヤロープの橋や曲線や最大5つの坂があった。
ブレナンの縮小された鉄道は戦争省の最初の熱意に報いた。しかしながら1906年の選挙による自由党政権では財政縮小政策により実質的に陸軍からの資金は途絶えた。しかし、1907年、インド局は£6000の資金を北西辺境州のモノレール開発に拠出を決め、さらに1908年、カシミールのDurbarによってさらに£5000が拠出された。このお金は1909年1月以降、支払われ、さらにインド局は£2000拠出した。
1909年10月15日、鉄道車両は32人の乗客を乗せて工場の周囲を初めて自走した。車両は全長 40 ft (12.2m)で幅は10 ft (3m) でa 20 hp (15 kW) ガソリンエンジンを備え、速度は22 mph (35 km/h)だった。変速機は電気式でガソリンエンジンで発電機を駆動して両方の台車に備えられた電動機を駆動した。この発電機は同様にジャイロを回転するための電動機と空気圧縮機にも電力を供給した。安定化装置は初期の模型で利用された摩擦車ではなく空気圧によるサーボを使用した。
ジャイロは運転席内に設置され、一般公開の展示前にはブレナンは車両の床下に移設する予定だったがScherlの機械が発表されたので急き立てられ、最初の一般公開は1909年11月10日に前倒しされた。急いでいたのでモノレールの一般公開前にジャイロの位置を変更する十分な時間は無かった。
ブレナンのモノレールの真の公開は1910年にロンドンのホワイトシティーで開催された日英博覧会だった。当時、モノレールは50人の乗客を乗せて時速20 mph (32 km/h)で環状の軌道を走行した。乗客にはウィンストン・チャーチルも含まれており、かなりの熱意を示した。交通手段として有望だったが、さらなる投資の誘致には失敗した。2台だけが作られ1台は屑鉄屋に売られ、他方は1930年まで公園の避難所として使用された。単車輪式のジャイロモノレールの玩具がイギリスとドイツで製造された。

### Scherlの車両
ブレナンが彼の車両を試験していた当時、ドイツの出版業者で篤志家のAugust Scherlは彼がドイツで開発したジャイロモノレールの一般公開を発表した。一般公開は1909年11月10日水曜日にベルリン動物園で実施された。
Scherlのモノレール機械も同様に実物大の車両でブレナンの車両よりも幾分小さく、全長はわずか17 ft (5.2m)だった。枕木方向に向かい合わせに配置された座席に4人の客を収容できた。ジャイロは座席の下に配置され、ブレナンが一対の水平軸のジャイロを用いたのに対して、垂直軸のジャイロを備えていた。サーボ機構は油圧式で電気推進だった。
厳密に言えばAugust Scherlは単に資金援助をしたに過ぎない。立ち直りの機構はPaul Fröhlichによる発明で、車両の設計はEmil Falckeによるものだった。一般公開時には完璧に作動し、好評だったが車両は大幅な財政支援を集める事に失敗し、Scherlは彼の投資を打ち切った。

### Shilovskyの業績
ブレナンとScherlは必要な投資を集める事に失敗したが、1910年以降、ジャイロモノレールの実用化に向けた開発はロンドン在住のロシアの貴族であるPyotr Shilovskyによって継続された。彼のバランス装置は厳密にはブレナンやScherlの物とは著しく異なる原理で、より小型で低速で回転するジャイロを使用していた。1911年に模型のジャイロモノレールが開発された後、彼はジャイロカーを設計してウーズレーによって製作され、1913年、ロンドンの小道で試験された。ブレナンやScherlが一対のジャイロを互いに反対方向に回転させていたのに対して1個のジャイロを使用していたので挙動は非対称で左方向の急曲線の通過時には不安定だった。注目を集めたが資金は集まらなかった。

### 第一次世界大戦後の開発
1922年、ソビエト政府はレニングラードからツァールスコエ・セロー間でShilovskyモノレールの建設を開始したが開始早々予算不足になった。
1929年、74歳のブレナンはジャイロカーを開発した。これはオースティン/モーリス/ローバーのコンソーシアムによって、彼らは彼らが製造したすべての従来の車を売ることができるという根拠に基づいて却下された。
以降の鉄道技術はより実用的な方面に移行したことや、Shilovsky以降に開発を推進する者がおらず実機も現存しないこと、電子制御技術の発達により1輪の車両を安定させることも可能であるが、機械的な制御のみでは再現が難しいことから、2000年代初頭には試作車両の写真を未来予想図やトリックとする意見もあり、ロストテクノロジーとなりつつあった。

## 作動原理

### 基本的な概念
車両は1本の通常のレール上を走行するので、安定維持装置がなければ転倒する。
回転体は、回転軸（歳差運動軸）が回転軸に垂直であるジンバル台枠に取り付けられている。
平衡状態で回転軸、歳差運動軸および車両ロール軸が互いに垂直になるように車体に取り付けられる。
ジンバルを強制的に回転させると、回転体が歳差運動してロール軸周りのジャイロスコープトルクを生じて、その結果、機構は垂直から傾けられたとき車両を直立させる。回転体は回転軸（ジンバル軸）と回転軸を揃える傾向があり、この動作でロール軸を中心に車両全体を回転させる。
コマの復元力はコマの傾斜した方向から回転方向の反対方向に90度戻った方向へ復元力が働くのでこれを利用する。(説明図は英語版を参照)。
理想的には、ジンバルに制御トルクを加える機構(ばね 、ダンパー、レバーの配置)は受動的であるべきだが、問題の本質的な性質は、これが不可能であることを示している。平衡位置は車両が直立しているため、この位置からのいかなる外乱も重心の高さを低下させ、システムの位置エネルギーを減少させる。 どのようなものでも、車両を平衡状態に戻すには、この位置エネルギーを回復できなければならず、それゆえ受動素子のみで構成することはでない。 システムには何らかの能動的なサーボを備えなければならない。
安全のために、故障によりサーボが「浮動」し、ジンバルに最小限の力を加え、状況が深刻になる前に車両を停止させる時間を与えるように設計される。

## 二線式に対する潜在的な優位性

### 統一軌間軌道
異なる国々では異なる軌間が使用されるので異なる軌間の国へ輸送する為には荷物を載せかえたり車輪を交換したりする必要があり、時間と費用がかかった。単線式であればこのような問題は解消され容易に国際的な輸送ができる。

### 用地取得の問題を軽減
一般的な高速鉄道では7kmの曲線半径を有しており、その結果、ほとんどすべての土地が個人または企業の所有者である先進国内での新しい路線の選択肢はほとんどない。ジャイロモノレールは従来の粘着式鉄道と比較して急勾配、急曲線に建設できる可能性がある。
Shilovskyは著書内でモノレールで実現可能な軌道上の制動装置を提案しているが、従来の鉄道車両の方向安定性を混乱させる可能性がある。 これは、従来の鋼鉄上の車輪と比較してはるかに短い停止距離の可能性を有し、相応に安全のための車間距離を減らすため、潜在的に軌道の占有率が高くなり、輸送容量が増加する。

### 軽量化
Shilovskyは相当する2本のレールの車両よりも軽量化することに主眼を置いて設計した。ブレナンによればジャイロの重量は車両の総重量のの3-5%で1本のレールを使用する設計により、軽量化できる台車の重量に匹敵するとされる。

### 高速走行の潜在性
高速走行には通常直線が必要で先進国での導入には用地取得の権利問題がある。小さな曲線半径で方向転換できる車輪には、低速時においても古典的な蛇行動が生じる。一方でジャイロモノレールは1本の軌道上を走行するため、蛇行動自体を抑えることができる。

#### 最大回転速度
ガスタービンの最高周速は(音速を超えることにより衝撃波を発生するので)400m/sに設計されていて、運転の信頼性は過去50年間に数千機の航空機で運用実績がある。従って、ジェットエンジンの設計で使用される周速の半分で回転する場合、重量10トンで重心の高さが2mの車両において想定されるジャイロの重量はわずか140kgである。従って、ブレナンの車両質量の3〜5%の重量のジャイロの推奨は非常に保守的である。

## 玩具・模型

### 模型
2006年、鉄道模型制作者で古い模型を復元するプロジェクトを進める井上昭雄は、ジャイロモノレールの模型を再現するため内部でジャイロを回転させる試作車両を製作していたが、単にジャイロを回転させるだけでは上手くいかず、工学博士で鉄道模型を趣味とする森博嗣に相談したところ一度は無理という回答を受けた。しかし森が再度ブレナンの特許などを調査したところ理論上は正しいことが判明したため、実際に走行するジャイロモノレールの復元を開始し、2009年に自走に成功した。
森は復元した技術を公開しており、相談を持ちかけた井上を始め、多くの愛好家がアレンジを加えたジャイロモノレールの模型を製作しているが部品の加工精度に影響されやすく、時計技術者である佐藤隆一のような加工技術が無ければ電子制御が必要とされ、森は最終的にマイコン制御を導入している。

### 玩具
イギリスではブレナンのジャイロモノレールが発表された後、一本のレール上をコマが疾走する「GYRO-CYCLE TOP」やレーマンから一輪の車両が発売された。そして日本でも地球ゴマのタイガー商会が「単線競馬ゴマ」（MONORAIL TOP）を姉妹品として売り出していた。

## 文献
- Schilovsky, P P (1922). The Gyroscope, Its construction and Practical Application. E Spon Publications
- Cousins, H (November 21, November 28, December 12 1913). “The Stability of Gyroscopic Single Track Vehicles”. Engineer.
- Graham, R (February 1973). “Brennan, His Helicopter and other Inventions”. Aeronautical Journal.
- Mee, A (1912). “Harmsworth”. Popular Science 3:  1680-1693.
- Eddy, H.T.. “The Mechanical Principles of Brennan's Mono-Rail Car”. Journal of the Franklin Institute CLXIX:  467.
- Tomlinson, N (1980). Louis Brennan, Inventor Extraordinaire. John Hallewell Publications. ISBN 0-905540-18-2
- “The Scherl Gyroscopic Monorail Car”. Scientific American. (January 22, 1910).
- “The Brennan Mono-Track Vehicle”. The Commercial Motor. (November 18, 1909).
- “The Schilowski Gyroscopic Monorail System”. The Engineer. (January 23, 1913).
- Hamill, P.A. (December 1972). et al.. “Comments on a Gyro-Stabilised Monorail Proposal”. LTR-CS-77 (Canada: Control Systems Laboratory).
- “Monorail Vehicles”. Engineering:  794. (June 14, 1907).
- Rogers, G.F.C.; Mayhew, Y.R. (1972). Engineering Thermodynamics, Work and Heat Transfer (third ed.). Longman. p. 433
- 森, 博嗣「ジャイロモノレール〈第1回〉」『鉄道模型趣味』、機芸出版社、2010年5月。
- 森, 博嗣「ジャイロモノレール〈第2回〉」『鉄道模型趣味』、機芸出版社、2010年6月。
- 森, 博嗣「シンプルなジャイロモノレールの作り方」『鉄道模型趣味』、機芸出版社、2010年8月。

### 関連書
- ジャイロモノレール 森博嗣著 幻冬舎新書 2018年9月 ISBN 978-4344985209

一般向けの解説書。1章（31ページ）はジャイロとジャイロ効果についての解説となっている。